# Bohn-Schmidt-Reaktion
Die Bohn-Schmidt-Reaktion ist eine Reaktion der organischen Chemie, bei der eine Hydroxygruppe an einem Anthrachinon-System eingeführt wird. Das Anthrachinon muss bereits mindestens eine Hydroxygruppe besitzen. Die Reaktion wurde erstmals 1889 von René Bohn (1862–1922) und 1891 von Robert Emanuel Schmidt (1864–1938), zwei deutschen Industriechemikern, beschrieben.
René Bohn ist einer der wenigen Industriechemiker, nach denen eine Reaktion benannt ist. 1901 stellte er Indanthron aus 2-Aminoanthrachinon und legte damit die Basis einer neuen Farbstoffgruppe.

## Übersichtsreaktion
Bei dieser Reaktion wird mithilfe von Schwefelsäure und Borsäure aus einem Hydroxyanthrachinon ein Polyhydroxyanthrachinon hergestellt.

## Mechanismus
Im Folgenden wird der postulierte Reaktionsmechanismus am Beispiel des 2-Hydroxyanthrachinons erklärt:
Durch die Schwefelsäure wird bei 1 ein Keton des Anthrachinons protoniert. Dadurch kommt es bei 2 zu einer Verschiebung der Elektronen zum Oxonium-Ion. Durch diese Verschiebung kann bei 3 die Schwefelsäure ein entstehendes Carbenium-Ion angreifen. Die vorhandene Schwefelsäure oxidiert das entstandene Hydroxyanthracenon 5, welches dann durch ein Proton angegriffen wird und die Reaktion fängt von vorne an. Zum Schluss erhält man Polyhydroxyanthrachinone, mit unterschiedlicher Anzahl von Hydroxygruppen.
Die Reaktion verläuft am besten bei 25–50 °C und benötigt bis zu mehrere Wochen, um abzulaufen. Die Anwesenheit eines Katalysators wie Selen oder Quecksilber beschleunigt die Reaktion.
Durch Zugabe von Borsäure kann Schwefelsäure, anstatt rauchender Schwefelsäure, verwendet werden. Wird Borsäure verwendet, wirkt diese regulierend, da es zur Esterbildung kommt, welche eine weitere Oxidation verhindert.

## Atomökonomie
Diese Reaktion eignet sich zur allgemeinen Herstellung von mehrfach hydroxylierten Anthrachinonen hervorragend. Die Schwefelsäure kann weiter verwendet werden, da diese zum Schluss abgespalten wird. Die Reaktion wird daher in vielen Herstellungsverfahren von Farbstoffen verwendet. Der einzige Nachteil ist, wenn Borsäure verwendet wird, dass Veresterungen entstehen, welche dann wieder entfernt werden müssen.